# Tarenna ciliolata
Tarenna ciliolata là một loài thực vật có hoa trong họ Thiến thảo. Loài này được (Korth.) Bremek. miêu tả khoa học đầu tiên năm 1934.